# Éta Ursae Minoris
Éta Ursae Minoris (η UMi) je hvězda hlavní posloupnosti spektrální třídy F5 v souhvězdí Malý medvěd. Má zdánlivou hvězdnou velikost +4,95, což znamená, že je viditelná pouhým okem. Hvězda je vzdálená přibližně 98 světelných let od Slunce. 

## Vlastnosti
Éta Ursae Minoris je žlutobílá hvězda s hmotností 1,35krát větší než Slunce a průměrem přibližně dvojnásobným. Má povrchovou teplotu 6 858 K a její zářivý výkon je 7,7krát vyšší než u Slunce. Hvězda má vysokou rotační rychlost 84,8 km/s.
Éta Ursae Minoris vykazuje vysoký vlastní pohyb, což znamená, že se na obloze rychle posouvá vzhledem k jiným hvězdám. Její radiální rychlost činí −11 km/s, což znamená, že se přibližuje k Sluneční soustavě.

## Společník
Éta Ursae Minoris je pravděpodobně dvojhvězda s červeným trpaslíkem spektrální třídy M4. Tento společník, se zdánlivou hvězdnou velikostí +15,3, se nachází ve vzdálenosti 228 úhlových sekund od Éty Ursae Minoris.

## Historie a pojmenování
Éta Ursae Minoris nese historické arabské jméno Anwar al-Farkadain (أنور الفرقدين), což znamená „jasnější z obou telat“. Tento název byl původně používán pro hvězdu Kochab, která je však mnohem jasnější. Druhé „tele“, Alifa al-Farkadain, se vztahovalo na hvězdu Zeta Ursae Minoris, která je jasnější než Éta Ursae Minoris.